# Flemming Splidsboel
Flemming Splidsboel Hansen (født 14. oktober 1968 i Ringkøbing) er seniorforsker ved Dansk Institut for Internationale studier. Han optræder hyppigt i danske medier som ekspert i Rusland og de postsovjetiske forhold  og har skrevet artikler herom til bl.a. Politiken, Berlingske og Jyllandsposten. Han beretter desuden løbende om udviklinger i Rusland fra sin profil på Twitter.
Splidsboel Hansen er uddannet cand. mag. i Russian Central European, East European and Eurasian studies fra Københavns Universitet i 1995  . I 2003 blev han tildelt en ph.d.-grad fra Københavns Universitet.
Hans forskningsarbejde omhandler især forholdene i det postsovjetiske rum, herunder Rusland og Ukraine. Hans fokus er på indenrigspolitiske udviklinger, udenrigspolitik og brugen af militære virkemidler.